# 理查·巴克曼
理查·巴克曼（英語：Richard Bachman、另譯為「理察·巴克曼」）是美國小說家史蒂芬·金所採用的筆名。

## 採用契機
在史蒂芬·金成為職業小說家時，當時出版業界有著不成文的共識是每年只替每位作家出版一本書。而史蒂芬·金為了能增加在同一年出版的機會，便嘗試用其它筆名來發表著作。
史蒂芬·金原先打算採用外祖父的名字「蓋斯·菲爾斯伯里」（Gus Pillsbury）作為筆名，但隨後因不受青睞而改用將推理小說家唐納衛·斯特雷克採用過的筆名「理查·史塔克」（Richard Stark）、與搖滾樂團「Bachman–Turner Overdrive」合組的名字「理查·巴克曼」。而史蒂芬·金首次以理查·巴克曼名義發表的小說是1977年的《憤怒》。
另外在1985年出版的以筆名理查·巴克曼發表著作之合輯《巴克曼之書》（The Bachman Books）中的序言裡，史蒂芬·金另表示著當時會採用此筆名發表作品的另一動機，是想藉此觀察看看若是不打著「史蒂芬·金」名號的小說能否在市場上熱賣、以評估自己的成功是出自於運氣還是實力。

## 編造生平

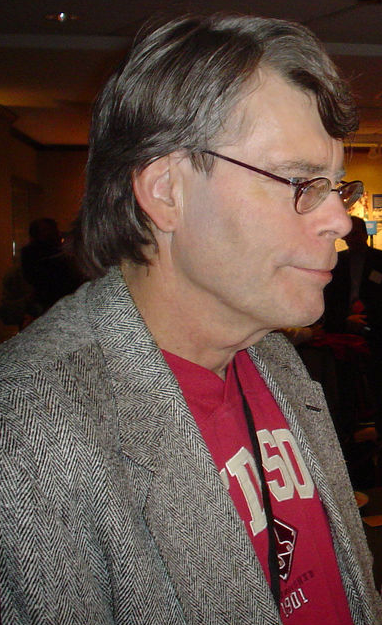
小說家史蒂芬·金是理查·巴克曼的真實身份

起初為了營造出理查·巴克曼是卻有此人的情形，對於當時被市面上眼尖讀者猜測理查·巴克曼即為史蒂芬·金一事；史蒂芬·金皆一律否認。隨後在1984年以理查·巴克曼名義發表的小說《銷形蝕骸》一書折頁裡，附上了史蒂芬·金朋友柯比·麥考利（Kirby McCauley）認識的保險經紀人照片，假冒是理查·巴克曼本人。史蒂芬·金另刻意進一步捏造出理查·巴克曼的生平，在虛構的生平描述著理查·巴克曼是出身在紐約的人物，曾經從事過海岸警衛、跑船等工作，之後在新罕布什爾州經營農場，在晚上閒暇之餘撰寫小說。
而在《銷形蝕骸》一書出版沒多久，華盛頓首府一帶名叫史帝夫·布朗（Steve Brown）的書店員工根據國會圖書館書籍出版紀錄，找出確實史蒂芬·金就是理查·巴克曼的證明。之後史帝夫·布朗將此發現向史蒂芬·金的出版商反應後二星期；史帝夫·布朗接到史蒂芬·金的親自回電，並安排他接受一場訪談。
在理查·巴克曼的真實身份曝光後，史蒂芬·金隨後將理查·巴克曼「賜死」；對外宣佈理查·巴克曼在1985年死於一個叫做「schizonomia」的絕症。並表示原先之後計劃要出版的著作《戰慄遊戲》，是要以理查·巴克曼的名義發表。
儘管理查·巴克曼的身份已死，在1996年史蒂芬·金的小說《調整者》上仍刻意掛著理查·巴克曼的名字、並表示「這是由理查·巴克曼遺孀發現的遺作」。另外史蒂芬·金將筆名身份賜死的過程，也成為他在1989年推出的小說《黑暗之半》之靈感。

## 以理查·巴克曼名義的著作
- 憤怒（1977年）
- 長路（1979年）
- 道路施工（1981年）
- 逃亡者（1982年）
- 銷形蝕骸（1984年）
- 調整者（1996年）
- 布萊澤（2007年）

## 外部連結
- （英文）史蒂芬·金官方網站上的理查·巴克曼小說列表 （页面存档备份，存于）